# Epiplatys barmoiensis
 Epiplatys barmoiensis és una espècie de peix de la família dels aploquèilids i de l'ordre dels ciprinodontiformes.

## Morfologia
Els mascles poden assolir els 7 cm de longitud total.

## Distribució geogràfica
Es troba a Àfrica: des de Sierra Leone fins a Libèria. També a Guinea.